# Bärbeletreiben
Das Bärbeletreiben, auch Bärbelespringen oder Bärbelelaufen, findet jährlich am Abend des 4. Dezember statt, dem Gedenktag der heiligen Barbara.

## Brauchtum
Die „Bärbele“ im Allgäu sind ausschließlich Frauen und Mädchen ab 16 Jahren, die unverheiratet sein sollten, was aber nicht immer streng ausgelegt wird. Sie tragen Fetzengewänder und sind mit Masken, die aus Flechten, Moos und ähnlichen Naturmaterialien handgefertigt werden, als alte Frauen verkleidet. Getragen werden lange Röcke, dazu entweder eine alte Kittelschürze oder ein Kopftuch. Dazu tragen die Frauen einen mit kleinen oder großen Schellen (Kuhglocken) besetzten Gürtel um den Leib und sind mit Besen aus Birkenreisig oder Weidenruten bewaffnet. So ausstaffiert ziehen die Bärbele (in Anlehnung an die „Wilden Männle“ und das Klausentreiben mancherorts auch „Wildbärbele“ oder „Klausenbärbele“ genannt) schweigend durch die Dörfer und Ortskerne. Sie gehen mancherorts auch in die Häuser, fegen symbolisch alles Schmutzige und Unanständige zu jeder Außentüre hinaus, fegen dann ebenso im Hof und anschließend in den Straßen. Wagt sich dabei jemand der Bewohner aus dem Haus und kommt ihnen zu nahe, verteilen sie diverse, eher sanfte, Hiebe an diese „Bösen“. Ebenso können sie jedoch mit lautem Lärm Rutenhiebe an Männer verteilen, die im Ort ihren Weg kreuzen. Die Hiebe, vor allem an die Beine, sollen fruchtbarkeits- und glücksbringend sein. An die Kinder und ihre Mütter im Haus verschenken sie Äpfel, Nüsse, Plätzchen und ähnliche kleine Gaben. Um Mitternacht ist das Treiben beendet.
Nachdem der Brauch des Bärbeletreibens im Allgäu lange Jahre außer in Oberstdorf in Vergessenheit geraten war, wurde er erst Ende des 20. Jahrhunderts im Oberallgäu wiederbelebt. Das erste weitere Bärbeletreiben fand 1985 in Sonthofen statt, heute wird der Brauch wieder in zahlreichen weiteren Orten des Oberallgäus gelebt. Einen vergleichbaren Brauch gab es auch in Oberfranken, nur dass dort zerlumpt verkleidete Burschen jungen Mädchen nachliefen, sie beschimpften und mit Ruten auf sie einschlugen, falls diese es unanständigerweise wagten, sich nach Einsetzen der Dämmerung noch draußen aufzuhalten.